# Omar R. Lopez
Omar R. Lopez est un agent spécial et avocat américain. Il est le sixième directeur civil du Naval Criminal Investigative Service (NCIS) depuis 2019. Il est le premier américain d'origine hispanique à occuper ce poste. Lopez était auparavant directeur adjoint exécutif de la direction de la sécurité nationale du NCIS.

## Biographie
Lopez est originaire de Pico Rivera, Californie et Hermosa, Dakota du Sud. Il a obtenu un baccalauréat en sciences politiques avec mention de la California State Polytechnic University, Pomona. Il a également obtenu un diplôme Juris Doctor de la Loyola Law School et a pratiqué auparavant en Californie et à Washington, DC.
Lopez a été commissionné dans le corps du juge-avocat général de la marine des États-Unis en tant que juge-avocat en 1995. Il a servi dans des affectations de service actif et de réserve avec le Naval Special Warfare Command, le US Pacific Command et la Cour d' appel des États - Unis pour les forces armées. Omar Lopez a été avocat et procureur adjoint spécial des États-Unis en Californie. Après son service actif, il a travaillé pour un cabinet d'avocats à Washington DC, spécialisé dans les litiges et la réglementation de l'énergie.
En 2003, Lopez a commencé sa carrière au Naval Criminal Investigative Service (NCIS) en tant qu'agent spécial, affecté à la Port Hueneme Resident Agency en Californie. Il a travaillé dans tous les domaines de mission du NCIS, y compris les opérations criminelles de lutte contre la drogue, les opérations de sécurité nationale et les opérations de service de protection, avec des affectations spéciales aux forces spéciales fédérales, étatiques et locales, y compris le déploiement avec l'Autorité provisoire de la coalition en Irak. Lopez a occupé des postes de direction au siège du NCIS et dans les bureaux extérieurs, tant aux États-Unis qu'à l'étranger. Il était directeur adjoint exécutif de la direction de la sécurité nationale du NCIS. En mai 2019, il a reçu la médaille d'argent du service méritoire de la Hispanic American Police Command Officers Association. Le 4 juin 2019, Lopez a été assermenté par le secrétaire américain à la Marine, Richard V. Spencer, en tant que sixième directeur civil du NCIS. Il succède à Andrew L. Traver  et devient le premier directeur hispanique du NCIS.